# Monastère cistercien de Zlatá Koruna
Le monastère de Zlatá Koruna est une ancienne abbaye cistercienne, fondée en 1263 sous le nom de Heiligenkron (Svatá Koruna) et fermée en 1785. Les bâtiments sont situés dans la ville du même nom, Zlatá Koruna, dans le district de Český Krumlov, en République tchèque. En 1995, le monastère est déclaré Monument culturel national de la République tchèque.

## Histoire
Le monastère de Goldenkron est fondé en 1263 par le roi Ottokar II de Bohême et édifié par des moines du monastère cistercien de Heiligenkreuz. Il se situe donc dans la filiation de l'abbaye primaire de Morimond. Cela traduit également les efforts d'Ottokar pour intégrer les pays de Bohême et de Babenberg dans un nouvel État unifié. Étant donné que la propriété du monastère était directement adjacente aux possessions des Vítkovci (en) en Bohême du Sud, on suppose qu'Ottokar voulait empêcher leur expansion ultérieure avec la création du monastère. Pour permettre son développement économique, Ottokar fait don de vastes régions de Netolice et de Boletice|Poletitz. Le monastère s'appelle initialement Heiligenkron (Svatá Koruna, Sainte Couronne), le nom Goldenkron (Zlatá Koruna, Couronne d'or) est relevé pour la première fois en 1315.
Après l'incendie de 1354, il est attesté que Michael Parler est maître d'œuvre de la reconstruction du monastère. Après cela, il y eut de longues disputes territoriales entre les seigneurs laïques et spirituels voisins, comme le monastère de Hohenfurt. Vers 1400, la situation économique se détériore, et des objets de valeur sont transférés à l'abbaye de Schlägl.
En 1420, le roi Sigismond de Luxembourg promet Goldenkron et le monastère à Ulrich II de Rosenberg, de la branche Rosenberg des Vítkovci. La même année, en 1429, l'abbaye est incendiée par les hussites. Après les guerres hussites, les moines retournent au monastère en 1437. Néanmoins, Ulrich von Rosenberg n'est pas prêt à renoncer à la promesse faite. Ce n'est qu'en 1493 que le roi Vladislas IV de Bohême accorde les droits de patronage (Jus patronatus (en)) sur le monastère et ses terres aux seigneurs de Rosenberg, qui le conservent jusqu'en 1602, sur la base de faux documents de la chancellerie de Rosenberg. À partir de 1622, les seigneurs d'Eggenberg et à partir de 1719 les princes de Schwarzenberg exercent le patronage.
Sous l'abbé Gottfried Bylanský, une école est créée dans le monastère en 1774, que les filles peuvent également fréquenter. Onze ans plus tard, l'empereur Joseph II ferme l'abbaye cistercienne dans le cadre de ses réformes joséphines. Par la suite, les Schwarzenberg acquièrent le bâtiment du monastère et y installent une usine qui fonctionne jusqu'en 1909. Après la Seconde Guerre mondiale, les Schwarzenberg sont expropriés en 1948 et le monastère devient propriété de l'État.
La partie la plus ancienne du complexe monastique est l'église de l'Assomption de Marie. La salle capitulaire est construite en 1280–1300, le réfectoire avant 1350. En 1663, l'église, plusieurs bâtiments du monastère et l'intérieur du réfectoire sont remaniés dans le style baroque et de 1775 à 1785, le cloître est  réaménagé dans le style rococo.

## Madone
La Madone de Goldenkron, de style gothique, créée vers 1420, revient en 2016 à son emplacement d'origine dans le monastère de Zlatá Koruna.

## Utilisation
Après la restauration, une filiale de la bibliothèque scientifique d'État ainsi qu'un mémorial de la littérature de la Bohême du Sud est installée dans les bâtiments du monastère.
|         |  |          |
| Jardin. |  | Cloître. |